# والتر كونولي
والتر كونولي (بالإنجليزية: Walter Connolly)‏ مواليد 8 أبريل 1887 في سينسيناتي، الولايات المتحدة - الوفاة 28 مايو 1940 في بيفرلي هيلز، الولايات المتحدة، هو ممثل أمريكي بدأ مسيرته الفنية سنة 1914. امتدت مسيرته الفنية لأكثر من 25 عاما.

## الأعمال
- سيدة لمدة يوم
- حدث ذات ليلة
- امرأة سيئة السمعة
- الأرض الطيبة

## روابط خارجية
- والتر كونولي على موقع IMDb (الإنجليزية)
- والتر كونولي على موقع ألو سيني (الفرنسية)
- والتر كونولي على موقع تيرنر كلاسيك موفيز (الإنجليزية)
- والتر كونولي على موقع أول موفي (الإنجليزية)
- والتر كونولي على موقع قاعدة بيانات برودواي على الإنترنت (الإنجليزية)
- والتر كونولي على موقع قاعدة بيانات الأفلام السويدية (السويدية)
- والتر كونولي على موقع إن إن دي بي (الإنجليزية)
- والتر كونولي على موقع قاعدة بيانات الفيلم (الإنجليزية)
- والتر كونولي على موقع كينوبويسك (الروسية)